# Mortes em maio de 2023
Mortes em 2023: ← Janeiro – Fevereiro – Março – Abril – Maio – Junho – Julho – Agosto – Setembro – Outubro – Novembro – Dezembro →
Esta é uma relação de pessoas notáveis que morreram durante o mês de maio de 2023, listando nome, nacionalidade, ocupação e ano de nascimento.

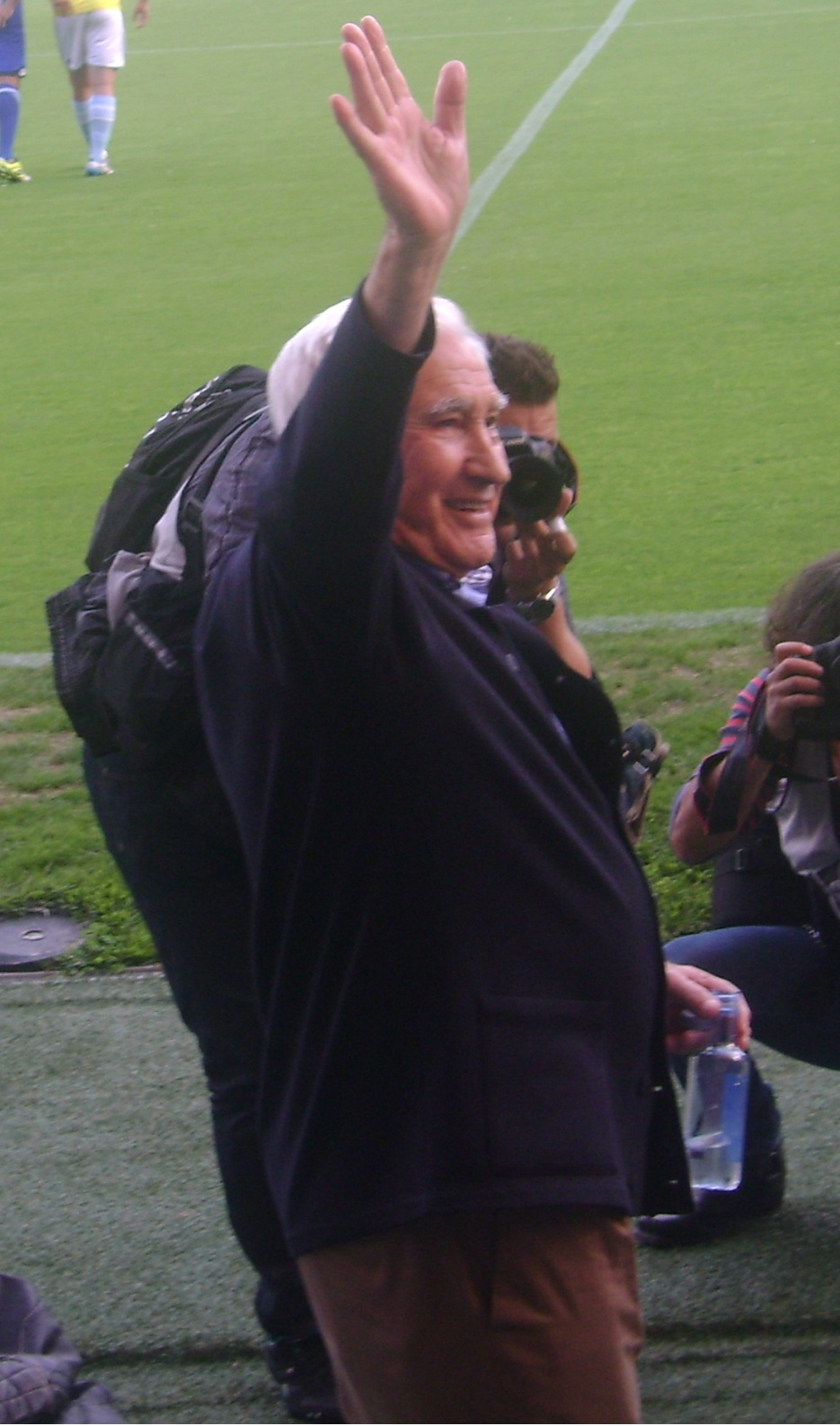
Arsenio Iglesias, futebolista e treinador espanhol.

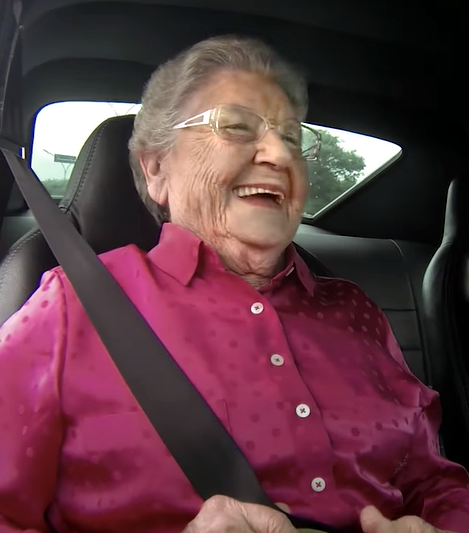
Palmirinha, cozinheira e apresentadora brasileira.

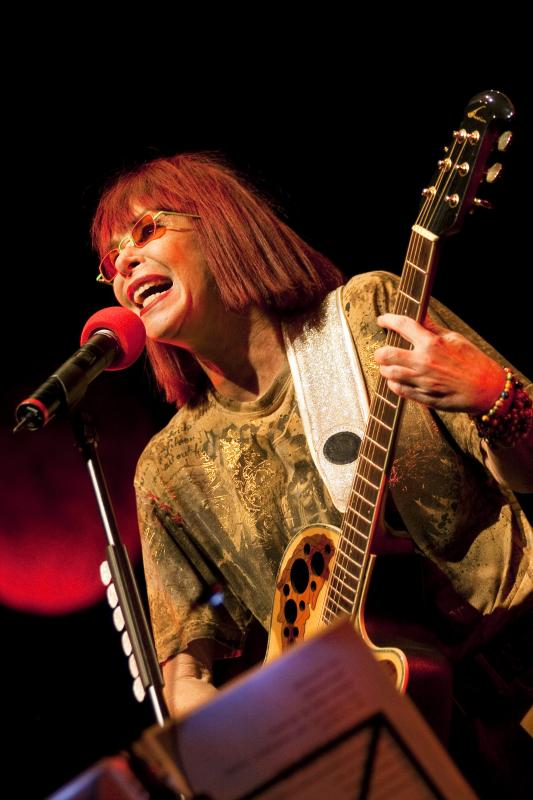
Rita Lee, cantora, compositora, atriz e escritora brasileira.

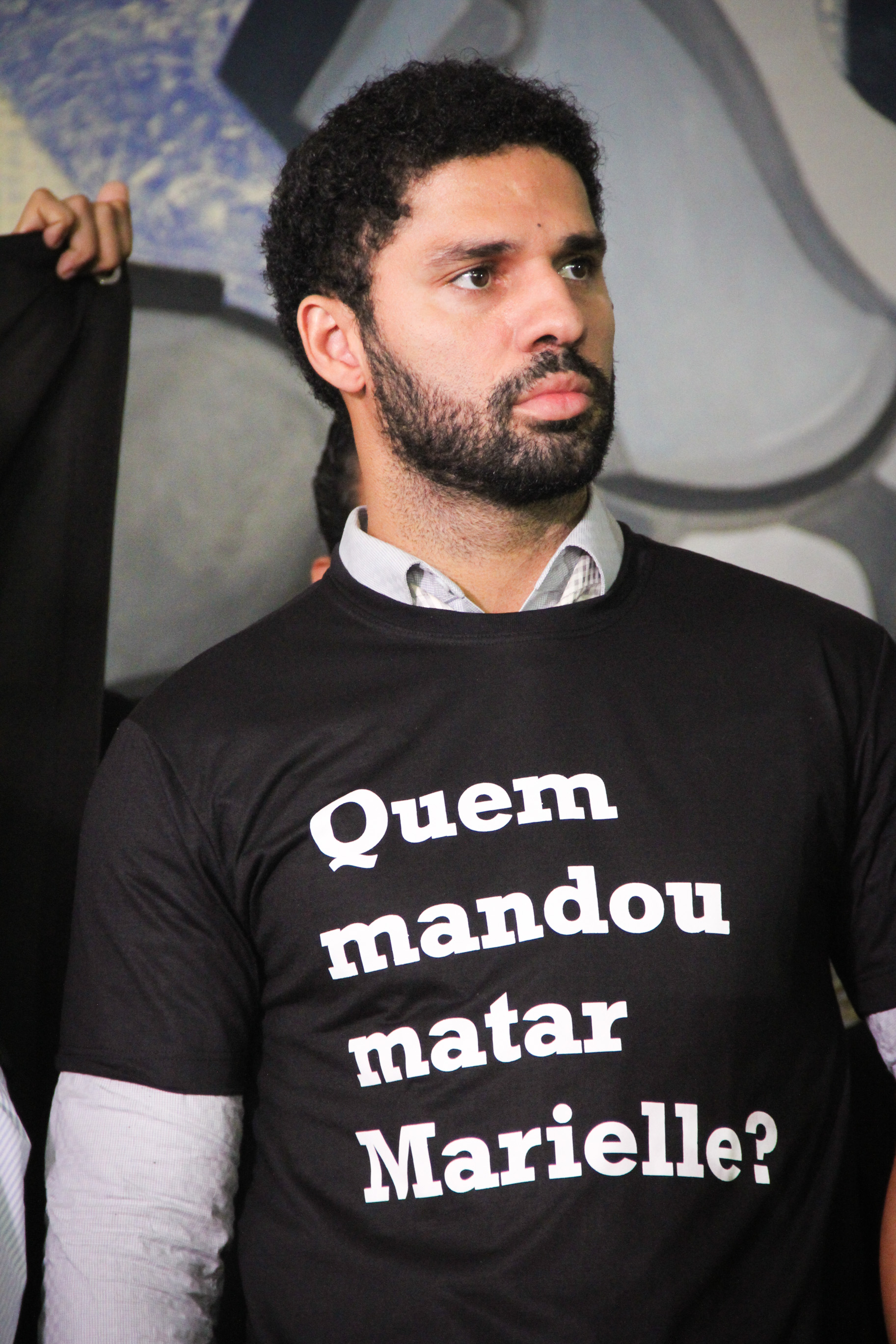
David Miranda, jornalista e político brasileiro.

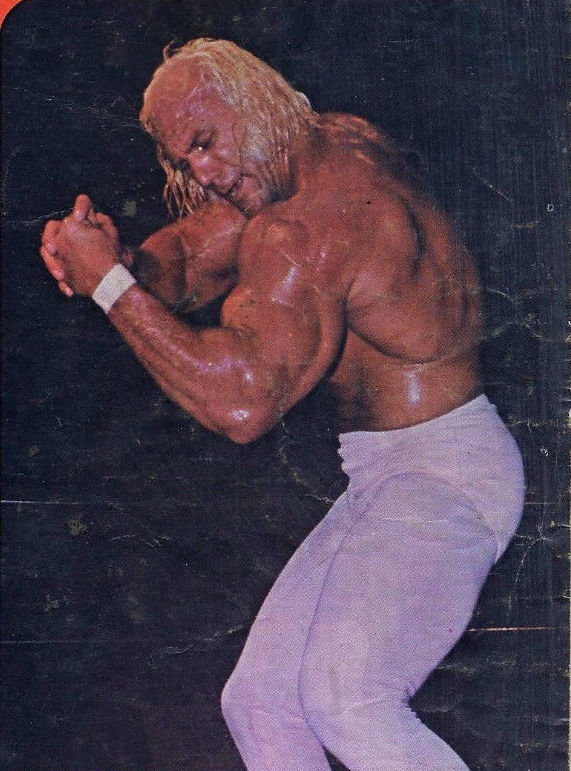
Billy Graham, lutador estadunidense.

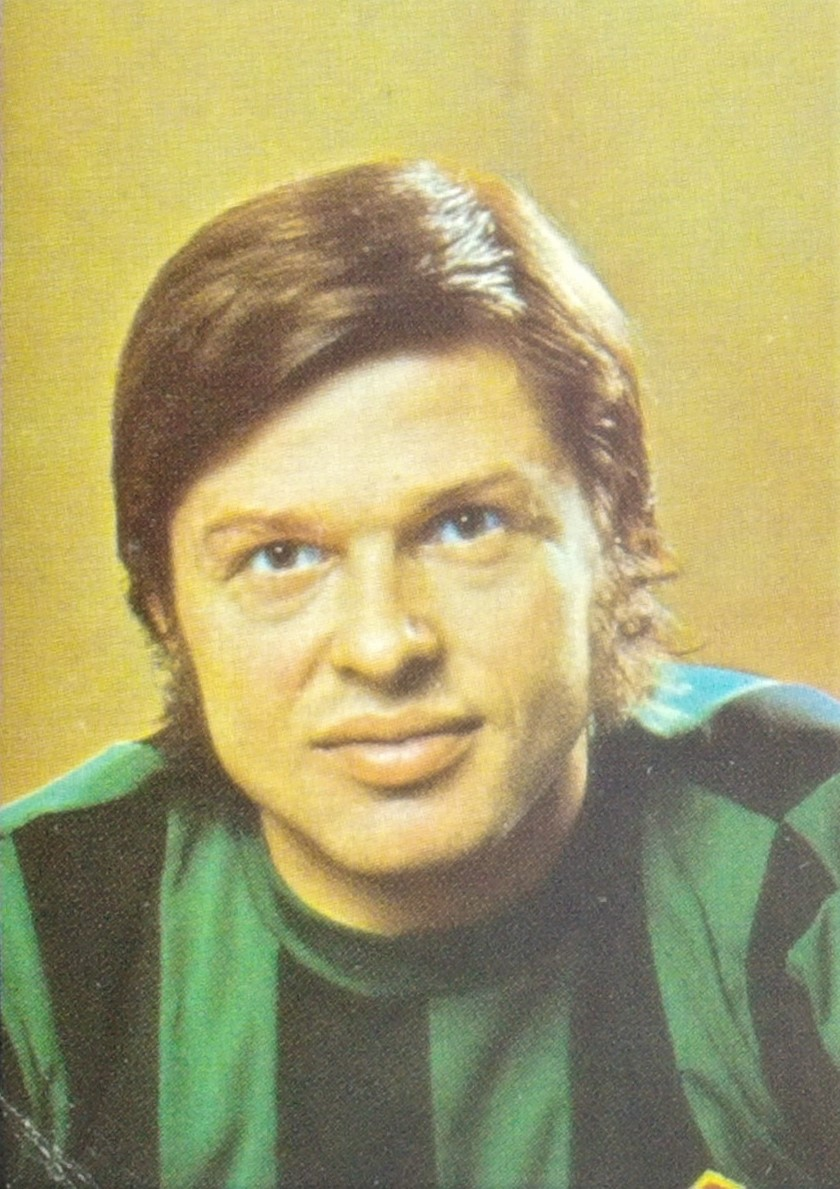
Jan Viktor Olsson, futebolista sueco.

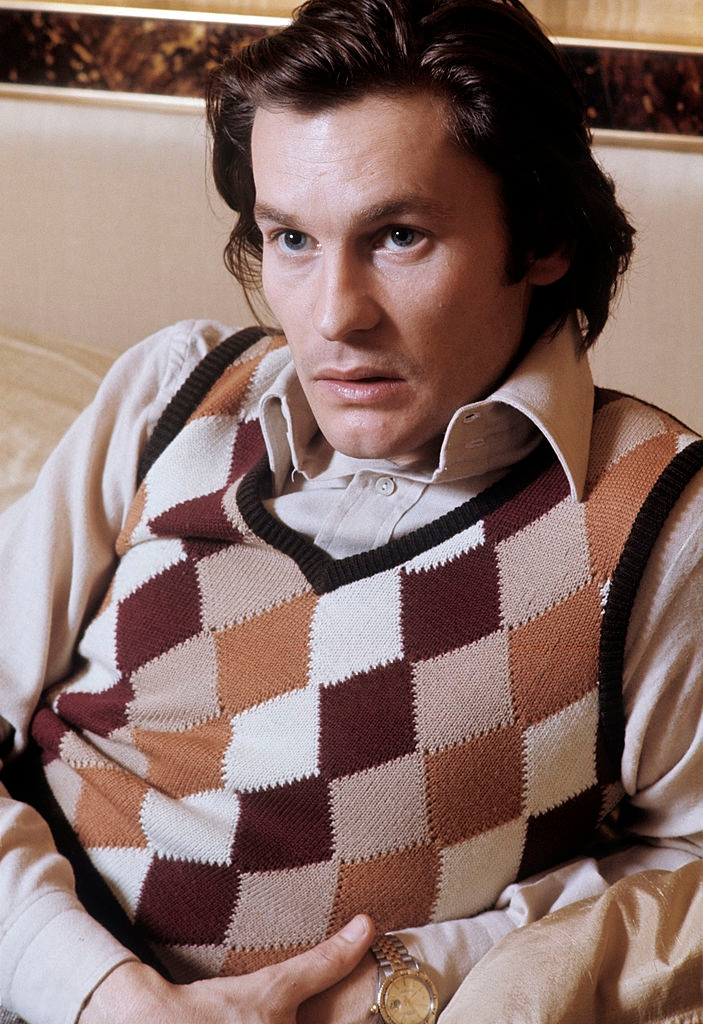
Helmut Berger, ator austríaco.

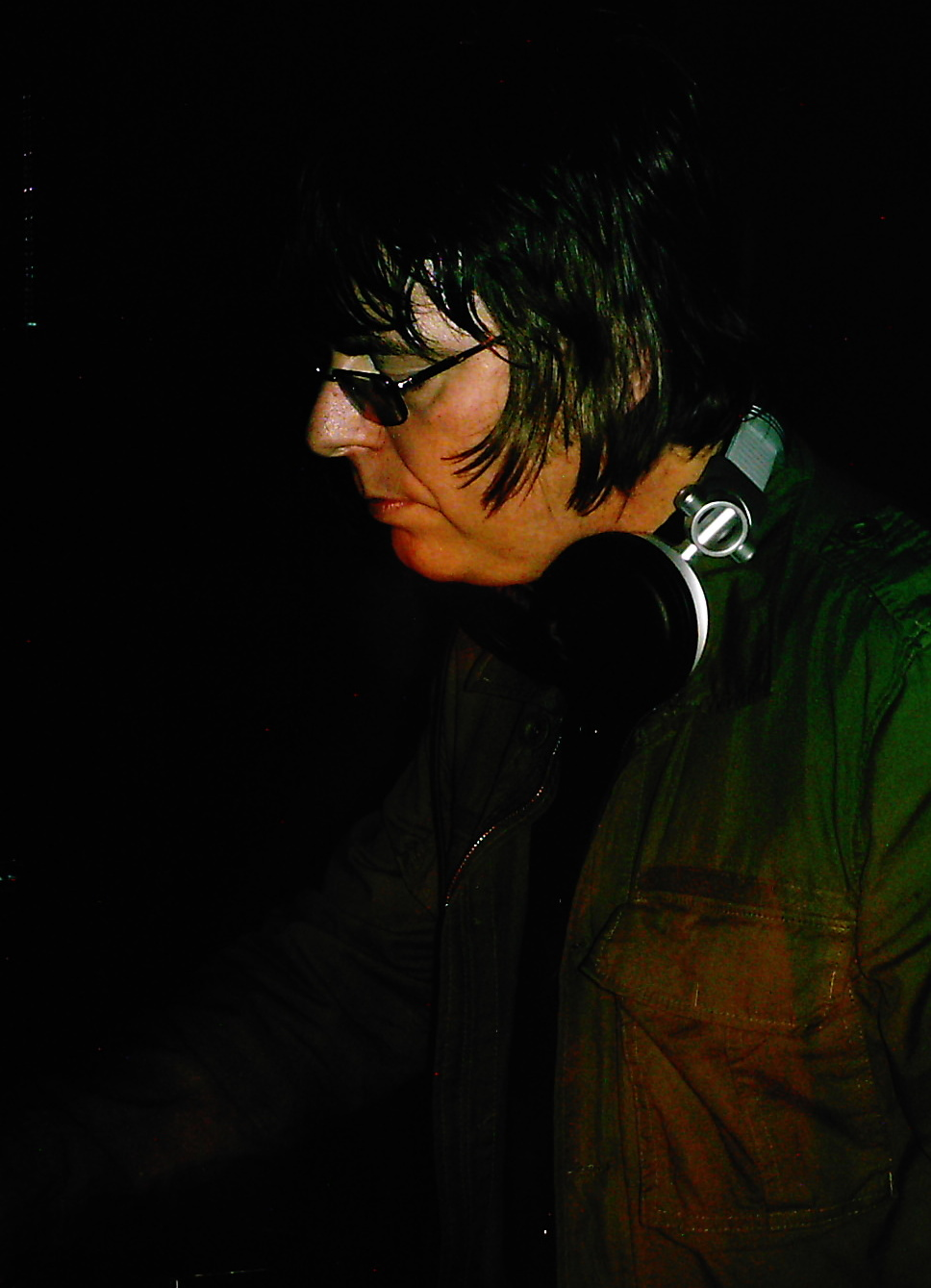
Andy Rourke, músico inglês.

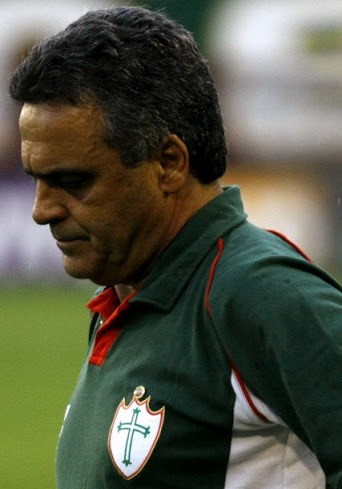
Vagner Benazzi, futebolista e treinador brasileiro.

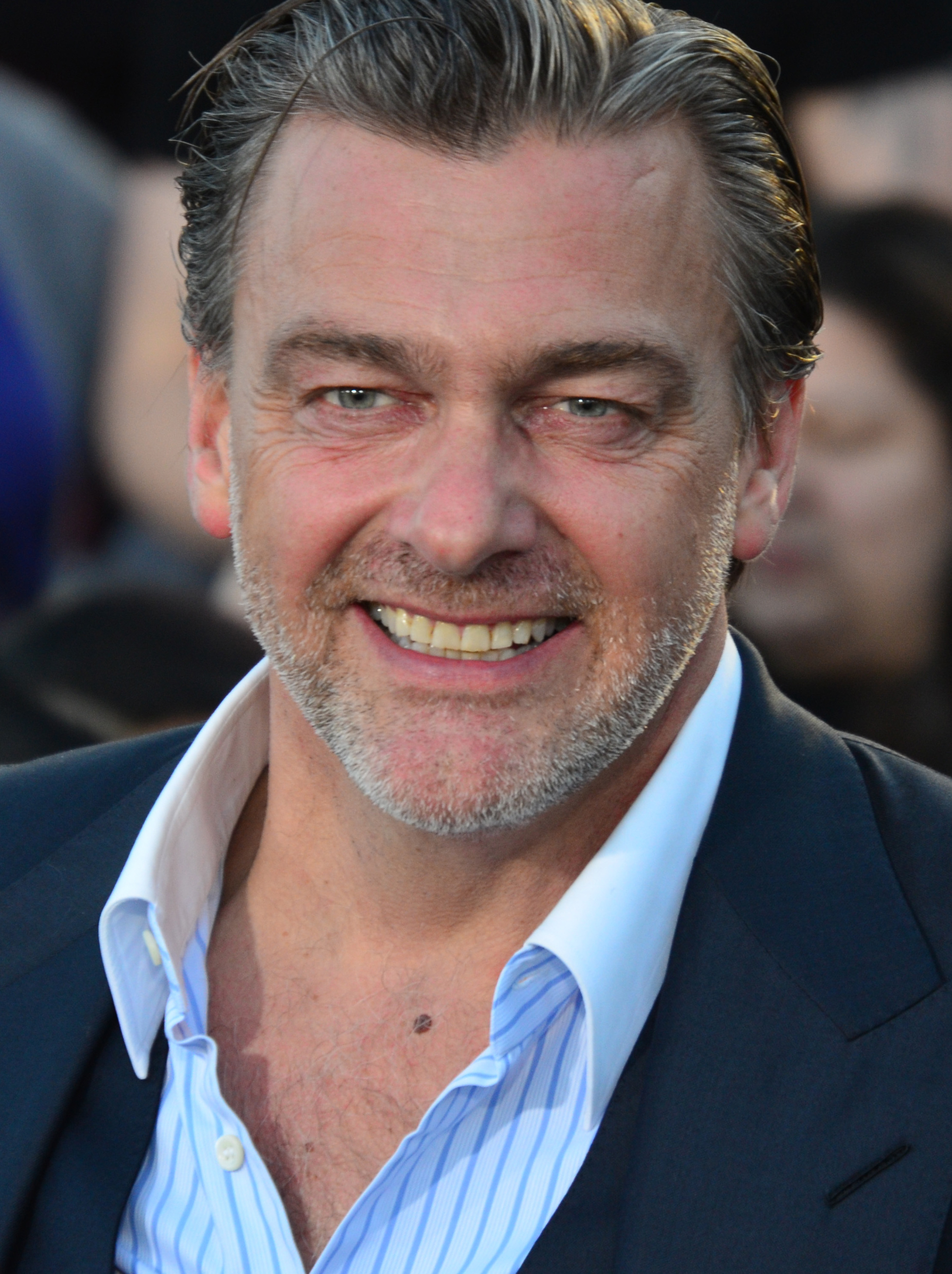
Ray Stevenson, ator norte-irlandês.

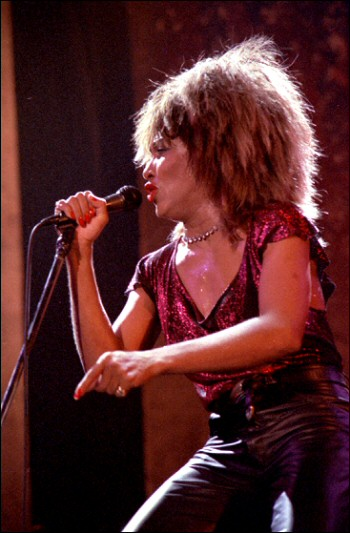
Tina Turner, cantora estadunidense.

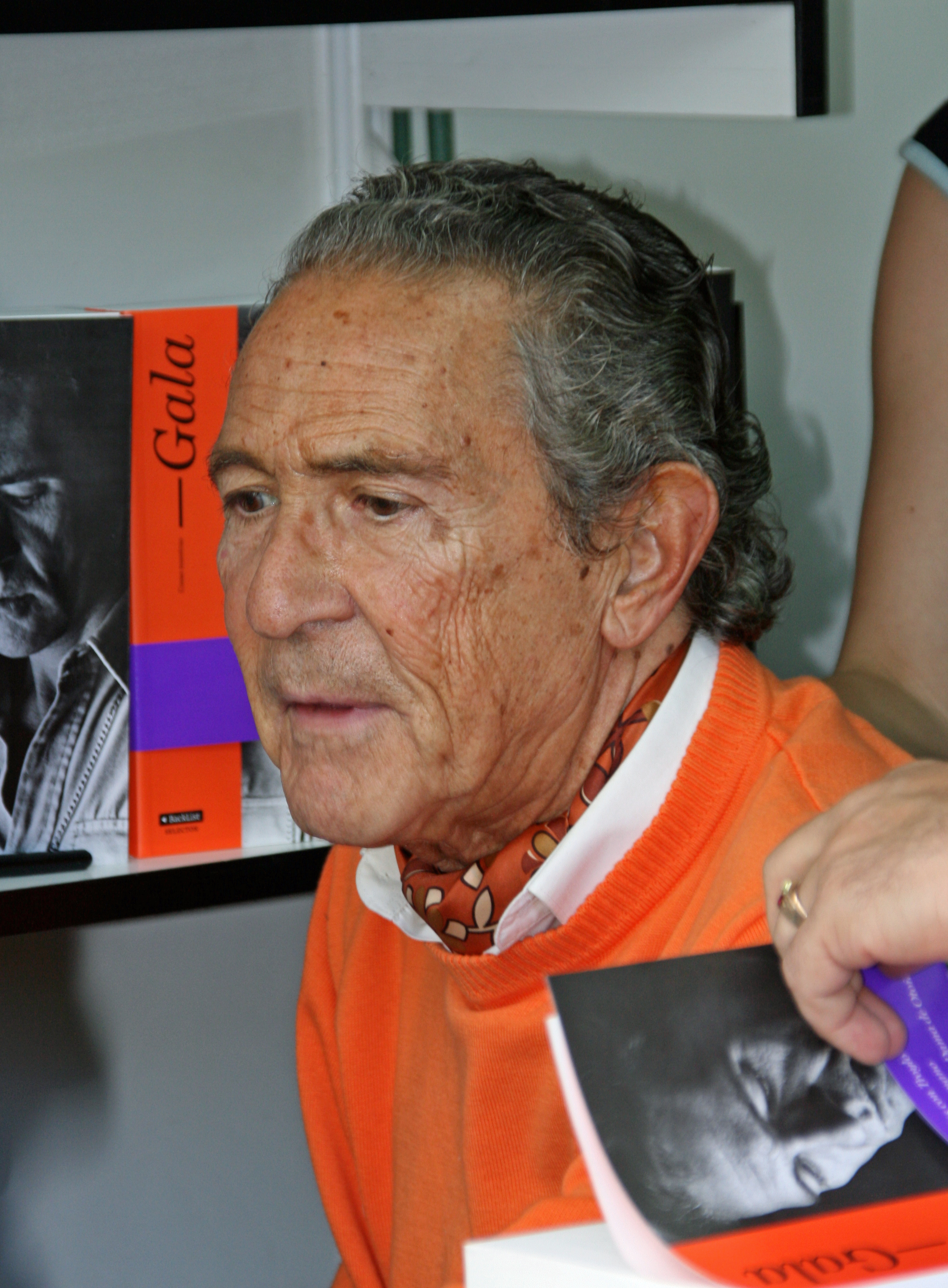
Antonio Gala, escritor espanhol.

| Dia | Nome                          | Profissão ou motivo de reconhecimento    | Nacionalidade                | Nasc. | Ref    |
| --- | ----------------------------- | ---------------------------------------- | ---------------------------- | ----- | ------ |
| 1   | Felipe Colares                | Lutador                                  | Brasil                       | 1994  | [ 1 ]  |
| 1   | Gordon Lightfoot              | Músico e poeta                           | Canadá                       | 1938  | [ 2 ]  |
| 1   | John Dunmore                  | Historiador e editor                     | Nova Zelândia/ França        | 1923  | [ 3 ]  |
| 2   | Damir Šolman                  | Basquetebolista                          | Croácia/ Iugoslávia          | 1949  | [ 4 ]  |
| 2   | Khader Adnan                  | Ativista e prisioneiro                   | Palestina                    | 1978  | [ 5 ]  |
| 2   | Fera da Penha                 | Criminosa                                | Brasil                       | 1938  | [ 6 ]  |
| 3   | Velho Milongueiro             | Músico                                   | Brasil                       | 1939  | [ 7 ]  |
| 3   | Vicky Neale                   | Matemática                               | Reino Unido                  | 1984  | [ 8 ]  |
| 4   | Gabrielle Carey               | Escritora                                | Austrália                    | 1959  | [ 9 ]  |
| 5   | Arsenio Iglesias              | Futebolista e treinador                  | Espanha                      | 1930  | [ 10 ] |
| 5   | Haidar Haidar                 | Escritor e novelista                     | Síria                        | 1936  | [ 11 ] |
| 5   | Samuel Durrance               | Astronauta                               | Estados Unidos               | 1943  | [ 12 ] |
| 5   | Bruce McCall                  | Escritor e ilustrador                    | Canadá                       | 1935  | [ 13 ] |
| 5   | Philippe Sollers              | Escritor                                 | França                       | 1936  | [ 14 ] |
| 6   | Gary Prado Salmón             | Soldado e diplomata                      | Bolívia                      | 1938  | [ 15 ] |
| 7   | Palmirinha                    | Apresentadora e cozinheira               | Brasil                       | 1931  | [ 16 ] |
| 7   | Grace Bumbry                  | Cantora                                  | Estados Unidos               | 1937  | [ 17 ] |
| 7   | Kemal Derviş                  | Economista e político                    | Turquia                      | 1949  | [ 18 ] |
| 8   | Rita Lee                      | Cantora, compositora, atriz e escritora  | Brasil                       | 1947  | [ 19 ] |
| 9   | David Miranda                 | Jornalista e político                    | Brasil                       | 1985  | [ 20 ] |
| 9   | Antonio Carbajal              | Futebolista                              | México                       | 1929  | [ 21 ] |
| 9   | Wilferd Madelung              | Historiador                              | Alemanha/ Estados Unidos     | 1930  | [ 22 ] |
| 9   | Tadayoshi Yokota              | Voleibolista                             | Japão                        | 1947  | [ 23 ] |
| 9   | Arman Soldin                  | Jornalista                               | França/ Bósnia e Herzegovina | 1991  | [ 24 ] |
| 10  | Ian Hacking                   | Filósofo                                 | Canadá                       | 1936  | [ 25 ] |
| 10  | João Antônio Dib              | Político                                 | Brasil                       | 1929  | [ 26 ] |
| 10  | Luiz Carlos Borges            | Cantor, compositor e instrumentalista    | Brasil                       | 1953  | [ 27 ] |
| 10  | Rolf Harris                   | Apresentador de televisão, músico e ator | Austrália                    | 1930  | [ 28 ] |
| 11  | Paula Borgo                   | Voleibolista                             | Brasil                       | 1993  | [ 29 ] |
| 11  | Kyrillos Kamal William Samaan | Prelado                                  | Egito                        | 1946  | [ 30 ] |
| 11  | András Adorján                | Enxadrista                               | Hungria                      | 1950  | [ 31 ] |
| 11  | Kenneth Anger                 | Cineasta                                 | Estados Unidos               | 1927  | [ 32 ] |
| 11  | Barry Newman                  | Ator                                     | Estados Unidos               | 1930  | [ 33 ] |
| 12  | Dum-Dum                       | Rapper                                   | Brasil                       | 1969  | [ 34 ] |
| 12  | Owen Davidson                 | Tenista                                  | Austrália                    | 1943  | [ 35 ] |
| 12  | Francis Monkman               | Músico                                   | Reino Unido                  | 1949  | [ 36 ] |
| 13  | Keiko Ikeda                   | Ginasta                                  | Japão                        | 1933  | [ 37 ] |
| 13  | Jürgen Trumpf                 | Diplomata                                | Alemanha                     | 1931  | [ 38 ] |
| 14  | Ferran Olivella               | Futebolista                              | Espanha                      | 1936  | [ 39 ] |
| 14  | Ricardo Guerrino Brusati      | Bispo católico                           | Itália/ Brasil               | 1945  | [ 40 ] |
| 14  | Doyle Brunson                 | Jogador de pôquer                        | Estados Unidos               | 1933  | [ 41 ] |
| 14  | Ingrid Haebler                | Pianista                                 | Áustria                      | 1929  | [ 42 ] |
| 14  | John Refoua                   | Editor                                   | Estados Unidos               | 1964  | [ 43 ] |
| 14  | Teodomiro Romeiro dos Santos  | Juiz                                     | Brasil                       | 1953  | [ 44 ] |
| 14  | Samantha Weinstein            | Atriz                                    | Canadá                       | 1995  | [ 45 ] |
| 15  | Robert Lucas Jr.              | Economista                               | Estados Unidos               | 1937  | [ 46 ] |
| 16  | Nelsinho Rosa                 | Treinador de futebol                     | Brasil                       | 1937  | [ 47 ] |
| 16  | Maria Mies                    | Socióloga                                | Alemanha                     | 1931  | [ 48 ] |
| 17  | Billy Graham                  | Lutador                                  | Estados Unidos               | 1943  | [ 49 ] |
| 17  | Jan Viktor Olsson             | Futebolista                              | Suécia                       | 1944  | [ 50 ] |
| 17  | Alicia Dussán de Reichel      | Antropóloga e arqueóloga                 | Colômbia                     | 1920  | [ 51 ] |
| 17  | Dona Belinha                  | Supercentenária                          | Brasil                       | 1901  | [ 52 ] |
| 18  | Helmut Berger                 | Ator                                     | Áustria                      | 1944  | [ 53 ] |
| 18  | Rodrigo Barnes                | Jogador de futebol americano             | Estados Unidos               | 1950  | [ 54 ] |
| 18  | Jim Brown                     | Jogador de futebol americano             | Estados Unidos               | 1936  | [ 55 ] |
| 18  | Buddy Melges                  | Velejador                                | Estados Unidos               | 1930  | [ 56 ] |
| 19  | Andy Rourke                   | Músico                                   | Reino Unido                  | 1963  | [ 57 ] |
| 19  | Tim Keller                    | Pastor                                   | Estados Unidos               | 1950  | [ 58 ] |
| 19  | Pedro da Vinha Costa          | Político                                 | Portugal                     | 1960  | [ 59 ] |
| 19  | Martin Amis                   | Escritor                                 | Reino Unido                  | 1949  | [ 60 ] |
| 20  | Sante Ranucci                 | Ciclista                                 | Itália                       | 1933  | [ 61 ] |
| 21  | Ray Stevenson                 | Ator                                     | Reino Unido                  | 1964  | [ 62 ] |
| 21  | Margaret Archer               | Socióloga                                | Reino Unido                  | 1943  | [ 63 ] |
| 21  | Charles Donald Bateman        | Engenheiro                               | Canadá                       | 1932  | [ 64 ] |
| 22  | Vagner Benazzi                | Futebolista e treinador                  | Brasil                       | 1954  | [ 65 ] |
| 22  | Eduarda Dionísio              | Escritora                                | Portugal                     | 1946  | [ 66 ] |
| 23  | Chas Newby                    | Músico                                   | Reino Unido                  | 1941  | [ 67 ] |
| 23  | Robert Zimmer                 | Matemático                               | Estados Unidos               | 1947  | [ 68 ] |
| 23  | José Estevens                 | Advogado                                 | Portugal                     | 1956  | [ 69 ] |
| 24  | Xandy Negrão                  | Piloto e empresário                      | Brasil                       | 1953  | [ 70 ] |
| 24  | Tina Turner                   | Cantora                                  | Estados Unidos               | 1939  | [ 71 ] |
| 25  | Glenn Farr                    | Editor de filme                          | Estados Unidos               | 1946  | [ 72 ] |
| 25  | Alice Palmer                  | Política                                 | Estados Unidos               | 1939  | [ 73 ] |
| 26  | Igor Vasilev                  | Handebolista                             | Rússia/ União Soviética      | 1966  | [ 74 ] |
| 28  | Carlos Alberto Prates Correia | Cineasta                                 | Brasil                       | 1941  | [ 75 ] |
| 28  | Antonio Gala                  | Escritor                                 | Espanha                      | 1930  | [ 76 ] |
| 28  | Isa Barzizza                  | Atriz                                    | Itália                       | 1929  | [ 77 ] |
| 28  | Harald zur Hausen             | Médico                                   | Alemanha                     | 1936  | [ 78 ] |
| 28  | Elísio Donas                  | Músico                                   | Portugal                     | 1974  | [ 79 ] |
| 28  | Owen Gingerich                | Pesquisador e professor                  | Estados Unidos               | 1930  | [ 80 ] |
| 28  | Frédéric Barbier              | Historiador                              | França                       | 1952  | [ 81 ] |
| 29  | Robin Wagner                  | Cenógrafo                                | Estados Unidos               | 1933  | [ 82 ] |
| 29  | Peter Simonischek             | Ator                                     | Áustria                      | 1946  | [ 83 ] |
| 29  | Mirosława Masłowska           | Política                                 | Polónia                      | 1943  | [ 84 ] |
| 29  | Tove Skutnabb-Kangas          | Linguista e educadora                    | Finlândia                    | 1940  | [ 85 ] |
| 30  | Paolo Portoghesi              | Arquiteto                                | Itália                       | 1931  | [ 86 ] |
| 30  | Raisa O'Farrill               | Voleibolista                             | Cuba                         | 1971  | [ 87 ] |
| 31  | Ama Ata Aidoo                 | Escritora                                | Gana                         | 1942  | [ 88 ] |
| 31  | Amitai Etzioni                | Sociólogo                                | Israel/ Estados Unidos       | 1929  | [ 89 ] |